# Kanton Sauzé-Vaussais
Kanton Sauzé-Vaussais is een voormalig kanton van het Franse departement Deux-Sèvres. Kanton Sauzé-Vaussais maakte deel uit van het arrondissement Niort en telde 5627 inwoners (1999). Het werd opgeheven bij decreet van 18 februari 2014 met uitwerking op 22 maart 2015.

## Gemeenten
Het kanton Sauzé-Vaussais omvatte de volgende gemeenten:
- Caunay
- Clussais-la-Pommeraie
- La Chapelle-Pouilloux
- Les Alleuds
- Limalonges
- Lorigné
- Mairé-Levescault
- Melleran
- Montalembert
- Pers
- Pliboux
- Sauzé-Vaussais (hoofdplaats)